# Domenico Citron
Domenico Citron (Conegliano, 21 ottobre 1942) è un politico italiano.

## Biografia
Primo cittadino di Farra di Soligo per undici anni, nel 1990 è eletto consigliere provinciale. Tre anni dopo, a seguito delle dimissioni di Giacomo Dalla Longa, è nominato presidente della provincia, carica che tiene fino alla successiva tornata elettorale
Nel 2004 torna a vestire la fascia di sindaco del paese natale, a capo della civica di centro-sinistra Cittadini di Farra. Non si ripresenta cinque anni dopo.